# Fernando de Àvalos

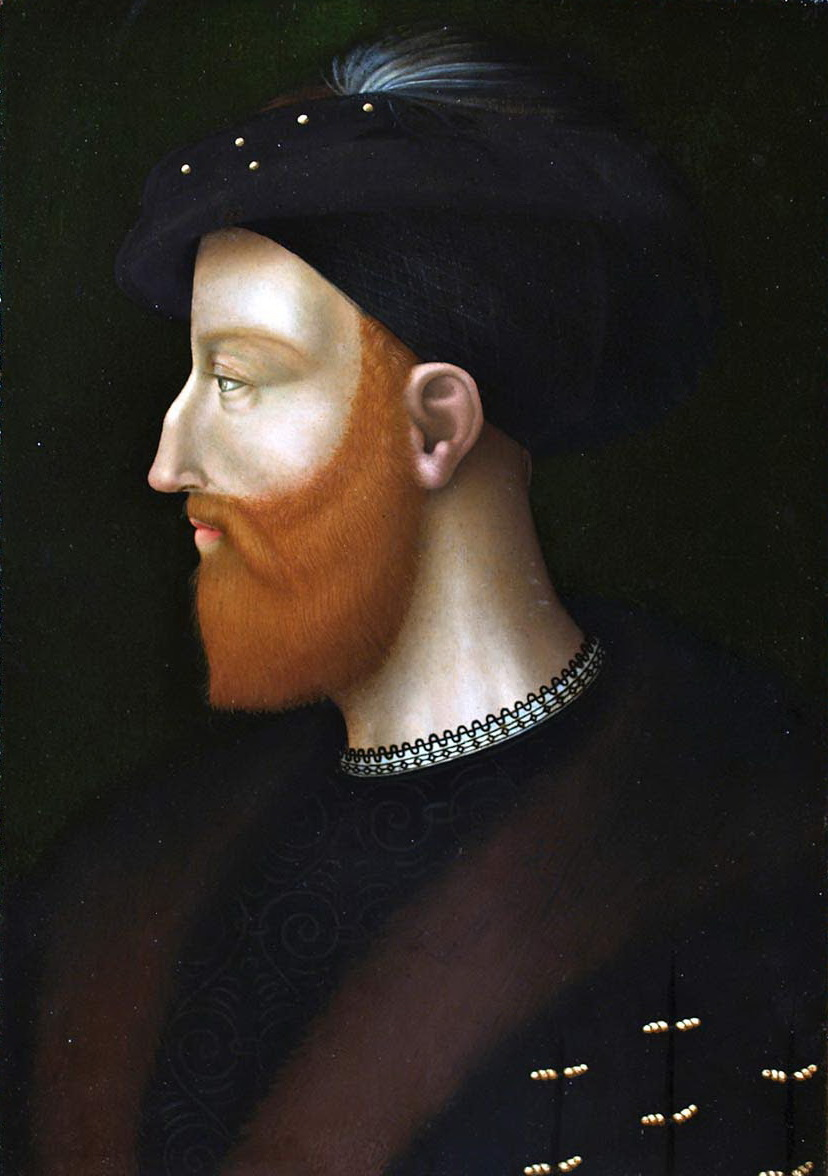
Fernando Francesco d'Avalos.

Fernando Francisco de Àvalos, markis av Pescara, född 1490, död 1525, var en spansk fältherre i kejserlig tjänst.
Àvalos härstammade från Aragonien, uppvuxen i Syditalien, gjorde sig bemärkt som duglig militär i kejsar Karl V:s tjänst. Hans spanska infanteri mötte tillsammans med Georg von Frundsberg de berömda schweiziska knektarna i fransk sold 1522 i slaget vid Bicocca nära Milano, då Frans I av Frankrike sänt sina trupper mot Italien. För första gången mötte de här i det schweiziska infanteriet jämbördiga motståndare. Samma år intog och plundrade Àvalos Genua. Àvalos största bedrift var slaget vid Pavia, där fransmännens nederlag åstadkoms bland annat genom att Àvalos kringgick och omfattade deras ena flygel. Han bearbetades sedan flitigt från italienskt håll, särskilt av Milano, för att lockas från kejsar Karl men motstod försöken.
Àvalos var gift med Vittoria Colonna.
Àvalos är hjälten i Conrad Ferdinand Meyers roman Die Versuchung des Pescara.